# NGC 5255
NGC 5255 este o liner situată în constelația Ursa Mare. A fost descoperită în 17 aprilie 1789 de către William Herschel.